# Dean Keates
Dean Scott Keates (Walsall, 30 giugno 1978) è un ex calciatore inglese, di ruolo centrocampista.

## Carriera

### Giocatore
Esordisce tra i professionisti nella stagione 1996-1997, all'età di 18 anni, giocando 2 partite nella terza divisione inglese con il Walsall, club della sua città natale, in cui precedentemente aveva giocato anche nelle giovanili; nella stagione 1997-1998 inizia a giocare con continuità (33 presenze ed una rete in campionato), mentre nella stagione 1998-1999, che il club conclude conquistando una promozione in seconda divisione, ricopre un ruolo fondamentale, disputando 43 delle 46 partite di campionato in programma, e segnandovi anche 2 reti. Nella stagione 1999-2000, giocata in seconda divisione e conclusasi con un'immediata retrocessione in terza divisione, segna invece una rete in 35 presenze, per poi trascorrere ancora una stagione in terza divisione (36 presenze e 5 reti ed un'ulteriore promozione) ed una stagione in seconda divisione (13 presenze ed una rete) con i Saddlers, che lascia al termine della stagione 2001-2002 per andare a giocare in quarta divisione all'Hull City; lascia le Tigers dopo 4 reti in 50 partite di campionato a metà della stagione 2003-2004, per trascorrere poi un'altra stagione e mezzo in quarta divisione ma ai Kidderminster, con i quali è autore di 7 reti in 49 partite di campionato giocate. Nella stagione 2004-2005 segna invece 4 reti in 21 presenze in quarta divisione al Lincoln City per poi a metà stagione fare ritorno al Walsall, con cui segna 2 reti in 14 presenze in terza divisione, subendo una retrocessione in quarta divisione, categoria che vince nella stagione 2006-2007, contribuendo al successo con 13 reti in 39 partite di campionato giocate (grazie alle quali arriva ad un bilancio totale di 260 presenze e 28 reti in incontri ufficiali con il Walsall tra tutte le competizioni).
Dal 2007 al 2010 gioca invece al Peterborough Utd: in un biennio di terza divisione, conclusosi con una promozione in terza divisione, segna 10 reti in 78 partite di campionato giocate, per poi andare in rete in un'ulteriore occasione in 6 partite giocate in seconda divisione nel corso della stagione 2009-2010, che conclude tuttavia al Wycombe (con cui segna un gol in 13 partite giocate in terza divisione). Nell'estate del 2010 si accasa ai gallesi del Wrexham, militanti nella quinta divisione inglese: rimane ai Red Dragons per cinque stagioni consecutive, vincendo un FA Trophy nella stagione 2012-2013 (e perdendone un altro in finale nella stagione 2014-2015) e collezionando complessive 14 reti in 180 presenze tra tutte le competizioni ufficiali con il club, con cui sfiora a più riprese la promozione in quarta divisione (ottiene un secondo, un quarto ed un quinto posto, perdendo per due volte di fila la finale play-off nelle stagioni 2011-2012 e 2012-2013). Si ritira infine nel 2016, dopo delle brevi militanze al Rhyl nella prima divisione gallese ed al Rushall Olympic nella settima divisione inglese.

### Allenatore
Dal 13 ottobre 2016 al 16 marzo 2018 ha allenato il Wrexham, sempre nella quinta divisione inglese. Il 16 marzo 2018 lascia il club per diventare allenatore del Walsall, in terza divisione; rimane in carica fino al 6 aprile 2019 (a fine anno il club retrocede in quarta divisione). Dal 6 ottobre 2019 al termine della stagione 2020-2021 allena nuovamente il Wrexham, sempre nella quinta divisione inglese.

## Palmarès

### Giocatore

#### Competizioni nazionali
- Campionato inglese di quarta divisione: 1

Walsall: 2006-2007
- FA Trophy: 1

Wrexham: 2012-2013